# Homops melichrysis
Homops melichrysis är en tvåvingeart som beskrevs av Seguy 1957. Homops melichrysis ingår i släktet Homops och familjen fritflugor. Inga underarter finns listade i Catalogue of Life.